# Bogyán
Bogyán (szerbül Бођани / Bođani, horvátul Bođani, németül Bogjani) település Szerbiában, a Vajdaságban, a Dél-bácskai körzetben, Bács községben.

## Fekvése
Bácstól nyugatra, a Duna közelében, Vajszka és Palona közt fekvő település.

## Története
Bogyán már az Árpád-korban, a Mohácsi vész előtt is fennállt.
1338-1342. között már szerepelt a pápai tizedjegyzékben is Boian néven, legközelebb pedig 1543-ban az úrbéri összeírásban volt nyoma, ekkor Bogyán néven írták nevét.
1554-ben a török defterek említették a zombori nahijében, ahol Bogyan vagy Budinovce kettő, 1590-ben pedig nyolc adózó házzal szerepelt.
1691-ben a bácsi prépostság tizedjegyzékében, Bács vármegye adójegyzékében volt említve Bogyán falu.
1759-ben királyi adományként kapta a falut Putnik Mózes bácsi szerb püspök.
Az 1768. évi kamarai mappa adatai szerint kis falu, 43 görögkeleti szerb családdal, és Sotrok, Vajsz és Borovo nevű halászóhelyekkel.
Bogyánhoz tartozott a kalugyerek szerb kolostora is, mely Vajszka és Bogyán közt félúton állt. A kolostor a hagyományok szerint még a 15. században épült.
A zárdában, a templom szentélyében becses képeket őriztek: A tizenkét apostol-t és fölöttük Krisztus születése címmel. A másik oldalon Mindenszentek, Szűz Mária az angyalok között, Isten a föld fölött. A szentély előtt a kupolában: Krisztus keresztre feszítése, Az úrvacsora, A lábmosás, Júdás csókja, Krisztus a Pilátus előtt és más bibliai tárgyú képek.

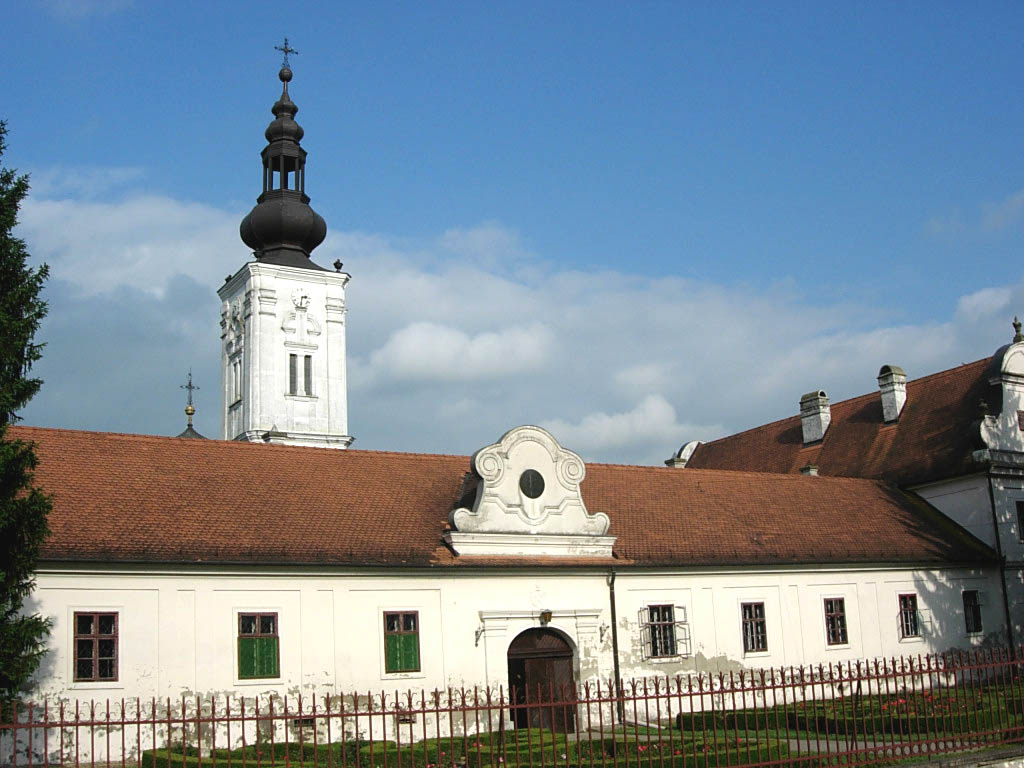
Az ortodox kolostor

1799-től Bogyán a Gromon családé volt.
A falunak 1856-ban épült meg kis temploma a katolikusok számára, melyet Szent Illés tiszteletére szenteltek fel.
1876-ban a községben nagy árvíz pusztított, amely sok házat romba döntött.
1898-ban birtokosok voltak itt, gróf Hunyady Imre, a kincstár, és a zárda.
Az 1900. évi népszámlálási adatok szerint Bogyánban 157 házban 854 lakos élt, melyből 56 magyar, 77 német, 313 szerb, 407 sokác volt, ebből 504 római katolikus, 350 görögkeleti ortodox, 6 izraelita. A község határa ekkor 9229 kataszteri hold volt.
Az 1900-as évek elején gróf Széchenyi Emilné és a királyi kincstár birtoka volt.
Régi helynevei, dűlőnevei közül a 20. század elején még ismert volt Fehértemplom (Bela Crkva), Pokol (Pako) és Kulcs (Klucs) neve.
A trianoni békeszerződés előtt Bács-Bodrog vármegye Hódsági járásához tartozott.

## Népesség

### Demográfiai változások
| 1948 | 1953 | 1961 | 1971 | 1981 | 1991 | 2002 | 2011           |
| ---- | ---- | ---- | ---- | ---- | ---- | ---- | -------------- |
| 1851 | 2208 | 2533 | 1879 | 1559 | 1323 | 1113 | 1113 fő (2002) |

## Látnivalók
- Szent Illés római katolikus templom: 1936-ban a vajszkai plébánia területéről önálló vikariánus alakult, mely eddig Palonához tartozott. Mint plébániát, még jóval a török idők előtt, 1338-ban említették. Önálló plébániává 1956. január 1-jétől vált. A templomot 1855-ben emelték, névadója Szent Illés próféta. A templom méretei: hossza 15 m, szélessége 6,5 m, a torony magassága 20 m. Három harangja közül a legnagyobb 200 kg, a legkisebb 86 kg. Az anyakönyvet 1936 óta vezetik.

- A bogyáni ortodox kolostor(wd) 2019 óta a Bács kultúrtáj helyszín részeként a világörökség javaslati listáján szerepel.[3]